# 1832 في فرنسا
فيما يلي قوائم الأحداث التي وقعت خلال عام 1832 في فرنسا.

## سياسة

### تعيين في المنصب
- 11 أكتوبر – جان دو ديو سول head of government of France ‏.

### انتهاء فترة المنصب
- 16 مايو – كازيمير بيرييه رئيس الوزراء الفرنسي، head of government of France ‏.

## ظهور
- 1 يناير – الأب غوريو رواية من تأليف أونوريه دي بلزاك.

## كتب
من الكتب التي صدرت هذه السنة في فرنسا:
- 1 يناير – المحفظة من تأليف أونوريه دي بلزاك.
- 1 يناير – كاهن تور من تأليف أونوريه دي بلزاك.
- 1 يناير – لويس لامبرت من تأليف أونوريه دي بلزاك.

## مواليد

### يناير
- 1 يناير – مارسال دوفيك
- 6 يناير – غوستاف دوريه
- 23 يناير – إدوارد مانيه رسام فرنسي.

### مارس
- 1 يناير – مارسال دوفيك
- 12 مارس – شارل فريدل

### أبريل
- 5 أبريل – جول فيري سياسي فرنسي.

### مايو
- 27 مايو – جول لاشوليي فيلسوف فرنسي.

### سبتمبر
- 21 سبتمبر – لويس بول كايتيه فيزيائي فرنسي.

### ديسمبر
- 15 ديسمبر – غوستاف إيفل

## وفيات

### مارس
- 4 مارس – جان فرانسوا شامبليون (مواليد 1790)

### أبريل
- 3 أبريل – جان باتيست جيه دو مارتيناك (مواليد 1778) سياسي فرنسي.
- 16 أبريل – هنري كاسيني (مواليد 1781) عالم نبات فرنسي.
- 18 أبريل – جان بابتيست هيبوليت دانس (مواليد 1797) عالم أمراض فرنسي.
- 29 أبريل – بيير فرانسوا بوشار (مواليد 1772) مهندس فرنسي.

### مايو
- 13 مايو – جورج كوفييه (مواليد 1769)
- 16 مايو – كازيمير بيرييه (مواليد 1777)
- 31 مايو – إيفاريست غالوا (مواليد 1811) رياضياتي فرنسي.

### يوليو
- 2 يوليو – لويس ألكسندر أوليفيه دوكورانسيه (مواليد 1770)
- 4 يوليو – أوغستين فيليكس فورتين (مواليد 1763)
- 22 يوليو – نابليون الثاني (مواليد 1811) إمبراطور فرنسي.
- 30 يوليو – جان أنطوان شابتال (مواليد 1756)

### أغسطس
- 9 أغسطس – جان جاك أمانويل سديو (مواليد 1777) عالم فلك فرنسي.
- 24 أغسطس – سعدي كارنو (مواليد 1796) فيزيائي فرنسي.

### نوفمبر
- 15 نوفمبر – جان بابتست ساي (مواليد 1767)